# Calligraphidia
Calligraphidia là một chi bướm đêm thuộc họ Erebidae.